# أمير حسين آصلانيان
أمير حسين آصلانيان (16 ديسمبر 1979 بطهران في إيران - ) هو لاعب كرة قدم إيراني في مركز الهجوم. لعب مع نادي برسبوليس ونادي بيكان ونادي كهر دورود لرستان ونادي نيروي زميني.